# Богуслав Мартіну
Богуслав Мартіну (чеськ. Bohuslav Martinů; 8 грудня 1890, Поличка, Богемія, на той момент Австро-Угорщина — 28 серпня 1959, Лишталь, Швейцарія) — чеський композитор XX століття. Автор 6 симфоній, 15 опер, 14 балетів і великої кількості оркестрових, камерних, вокальних та інструментальних творів. Протягом 1920-х експериментував із  французькими стилістичними ідеями. Також використовував джазові форми, створивши таким чином власний стиль.

## Біографія
Навчався у Празькій консерваторії. У 1913—1923 роках виступав як скрипаль. У 1923—1940 роках мешкав у Парижі, де вчився в А. Русселя, був близький до Артура Онеґґеру. З 1953 року мешкав у США, звідки переїхав у Рим, з 1955 року жив у Швейцарії.

## Творчість
Творча спадщина Мартіну нараховує близько 400 творів. Він автор 16 опер (у тому числі 2 радіоопер та опери-балету), 15 балетів, 6 симфоній, великої кількості інструментальних концертів (переважно фортепіанних, скрипкових та віолончельних), великої кількості камерної музики, зокрема 7 струнних квартетів, 5 кантат, а також фортепіанні твори, зокрема Соната та чотири п'єси під назвою «Думка».
Ці твори увібрали різні стилістичні впливи: наприклад, у балеті «La Revue de Cuisine» (1927) помітний вплив джазу, тоді як подвійний концерт для двох струнних оркестрів, фортепіано і литавр (1938) наслідує традицію барокових concerto grosso. Багато творів натхненні чеським фольклором. Також відчутний вплив на творчість Мартіну справили Клод Дебюссі та Ігор Стравінський.
Характерною рисою оркестрових творів є присутність розвинутої партії фортепіано, навіть у невеликому концерті для клавесину і камерного оркестру. Твори 1930—1950-х років репрезентують неокласичний стиль, проте твори останнього періоду відрізняються більшою оригінальністю стилю, більш рапсодійного, спонтанного характеру. Стилістичну еволюцію композитора легко побачити, зіставивши, наприклад, його шосту симфонію «Симфонічні фантазії» 1953 року з попередніми симфоніями, написаними у 1940-х роках.
Серед маловідомих творів Мартіну є спетет для терменвоксу, гобою, струнного квартету і фортепіано, написаний у 1944 році й присвячений Розену, першому виконавцю партії терменвоксу.

## Найважливіші твори

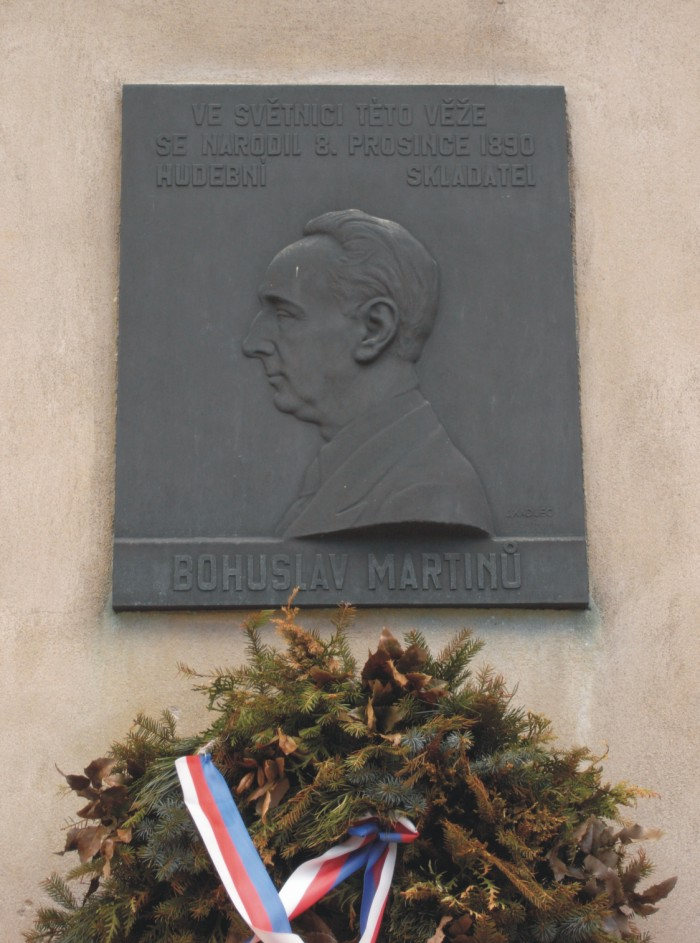
Меморіальна дошка композитору в його рідному місті

- Перший струнний квартет, 1920—1921
- Маріонетки I—III, 1912—1924
- Half — Time, 1924
- Другий струнний квартет, 1925
- Солдат і танцівниця, комічна опера, за мотивами комедії Плавта
- Концерт для віолончелі, 1930
- Шпалічек, балет, 1931—1932
- Ігри на Марію, опера, 1933—1934
- Джульєтта (Книга снів), опера, 1936—1937
- Букет, кантата 1937
- Четвертий скрипковий концерт, 1937
- Кончерто-гроссо, 1937
- Польова меса, 1939
- Подвійний концерт для двох струнних оркестрів, фортепіано та литавр
- Перша симфонія, 1942
- Друга симфонія, 1943
- Третя симфонія, 1944
- Четверта симфонія, 1945
- П'ята симфонія, 1946
- Шостий скрипковий квартет, 1946
- Одруження, опера, 1952
- Шоста симфонія(Симфонічна фантазія)
- Гільгамеш, ораторія, 1954—1955
- Очищення джерел, кантата, 1955
- Фрески П'єро делла Франческа, 1955
- Четвертий фортепіанний концерт, 1956
- П'ятий фортепіанний концерт, 1957
- Мірандоліна, комічна опера, 1959, за п'єсою Гольдоні «Трактирниця»
- Пристрасті по-грецьки, опера, 1954—1958, лібрето М. Казандзакіса за його однойменним романом
- Аріадна, опера, 1958
- Пророцтва Ісаї, кантата, незакінчена, 1959